# Overijse
Overijse é um município da Bélgica localizado no distrito de Halle-Vilvoorde, província de Brabante Flamengo, região da Flandres.

## Galeria de imagens

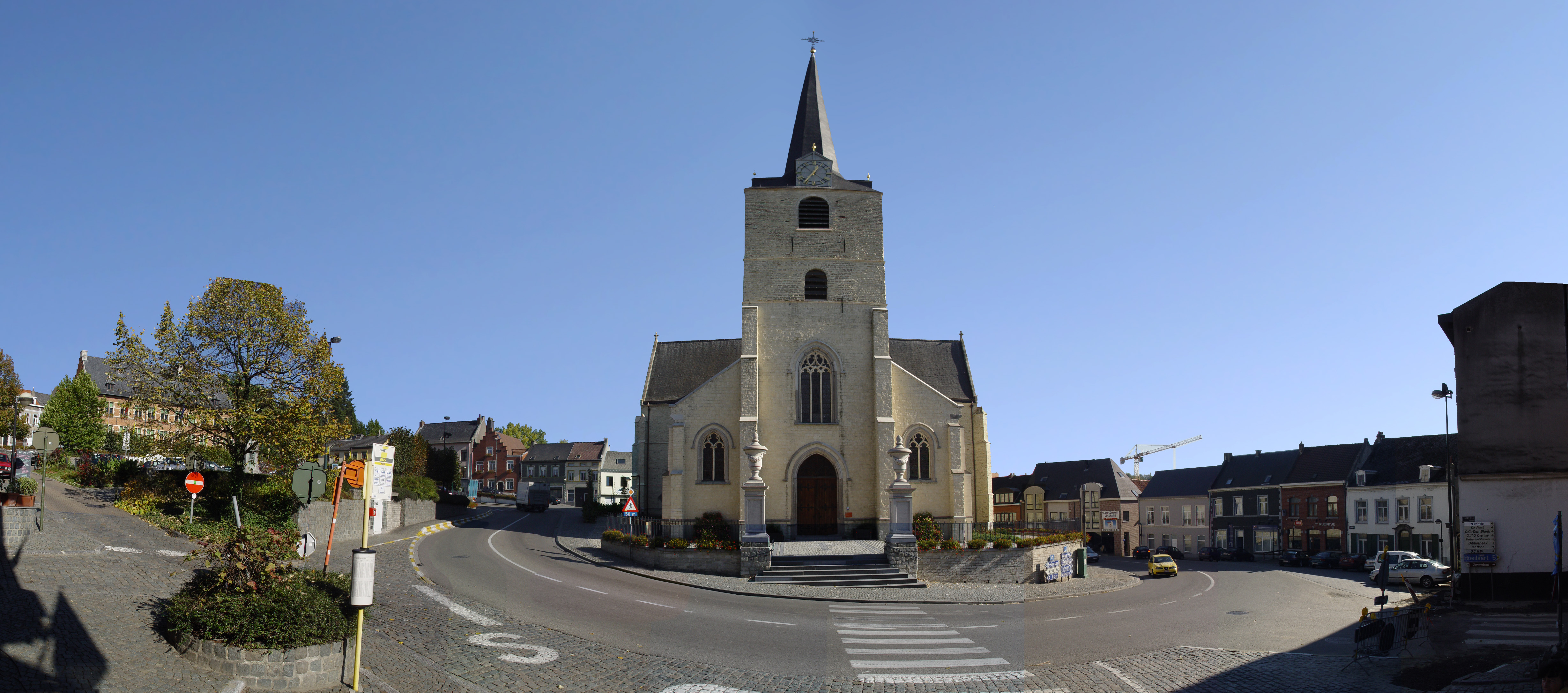
Igreja de Saint-Martin
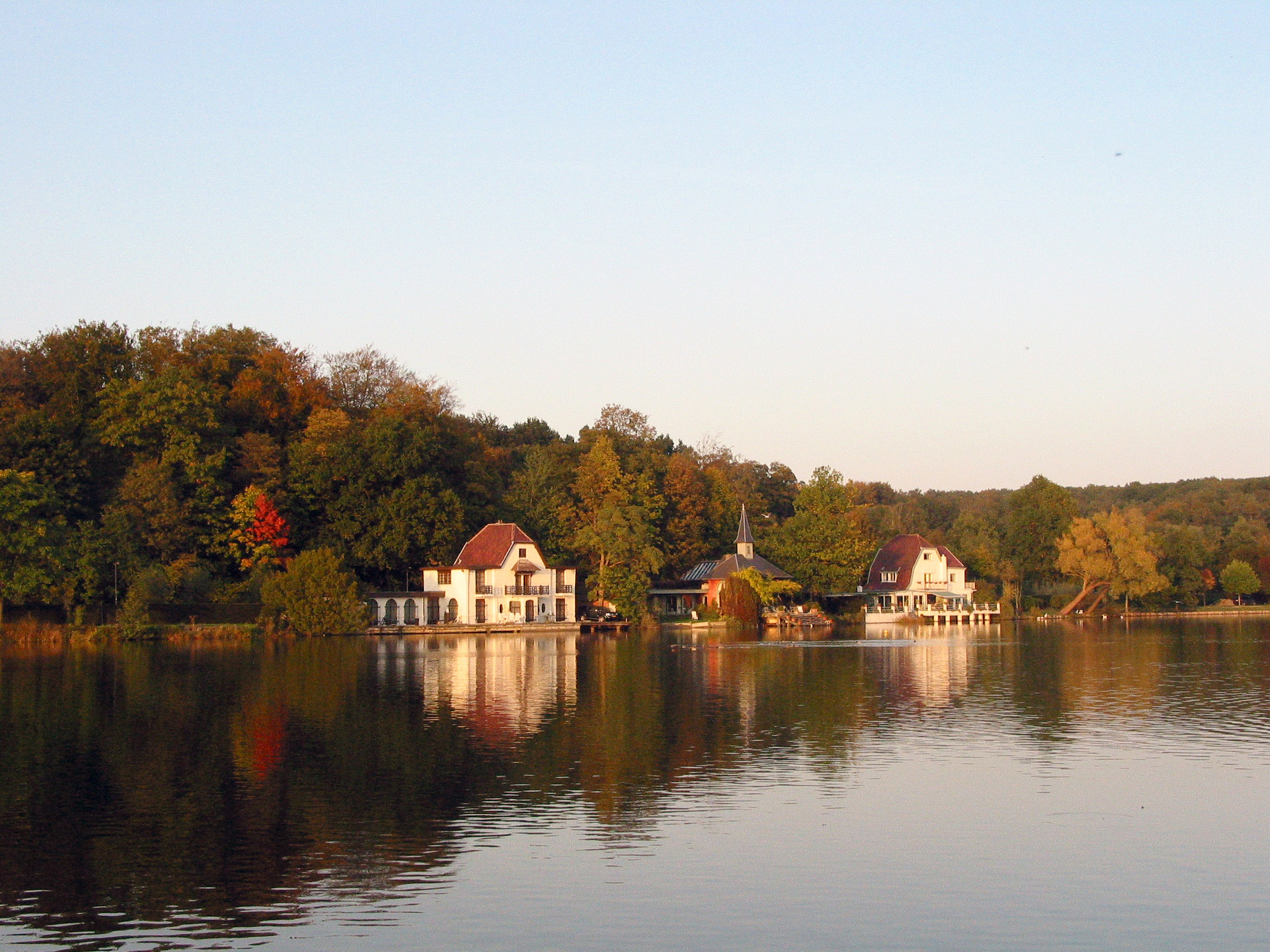
Lago de Overijse-Genval